# Шарін Павло Петрович
Павло Петрович Шарін (24 червня 1955, село Тектюр, тепер Мегіно-Кангаласький улус, Республіка Саха, Російська Федерація) — радянський і якутський діяч, дояр радгоспу імені Героя Попова Мегіно-Кангаласького району Якутської АРСР. Депутат Верховної ради Якутської АРСР 11-го скликання. Член ЦК КПРС у 1990—1991 роках.

## Життєпис
Народився в Жанхадинському наслезі села Тектюр (Тохтур) Мегіно-Кангаласького району Якутської АРСР.
У 1972 році закінчив Тектюрську середню школу Якутської АРСР.
У 1972—1973 роках — дояр радгоспу імені Героя Попова Мегіно-Кангаласького району Якутської АРСР.
З 1973 по 1975 рік служив у Радянській армії.
У 1975—1992 роках — дояр Тектюрського відділення радгоспу імені Героя Попова Мегіно-Кангаласького району Якутської АРСР.
Член КПРС з 1980 року.
26 грудня 1985 року Павло Шарін з кожної із 18 прикріплених до нього корів надоїв 6071 кг. молока та встановив унікальний рекорд з надою молока в Якутській АРСР.
У 1992—1995 роках — селекціонер-зоотехнік із племінної роботи колективного підприємства «Төхтүр» Мегіно-Кангаласького району Республіки Саха.
У 1993 році закінчив заочно Якутську сільськогосподарську академію за спеціальністю «Зоотехнія».
У 1995—2002 роках — директор колективного підприємства «Төхтүр» Мегіно-Кангаласького району Республіки Саха.
У 2002—2006 роках — фахівець із племінної роботи Міністерства сільського господарства Республіки Саха.
У 2006—2017 роках — головний спеціаліст «Консультаційно-методологічного центру» АПК Республіки Саха.

## Нагороди та відзнаки
- орден «Полярна Зірка» (Республіка Саха) (2000)
- орден Трудової Слави III ст. (1982)
- дві золоті, срібна, бронзова медалі ВДНГ СРСР (1982)
- Премія Ленінського комсомолу (1985)
- Повний кавалер знаків ЦК ВЛКСМ «Трудова доблесть», «Ленінська перевірка», «Молодому передовику тваринництва», «Молодий гвардієць п'ятирічки»" І, ІІ, ІІІ ст.
- Заслужений працівник сільського господарства Республіки Саха (2005)
- Ветеран сільського господарства Республіки Саха (2007)
- Рекордсмен–дояр Якутії XX століття (2001)
- Почесний працівник агропромислового комплексу Російської Федерації
- Відмінник профспілкового руху Російської Федерації
- Почесний громадянин Жанхадинського наслега
- Почесний громадянин Мегіно-Кангаласького району (улусу) (1985)